# Palaestra quadrifoveata
Palaestra quadrifoveata es una especie de coleóptero de la familia Meloidae.

## Distribución geográfica
Habita en Australia.